# Самаркіно
Сама́ркіно (рос. Самаркино) — село у складі Асекеєвського району Оренбурзької області, Росія.

## Населення
Населення — 201 особа (2010; 285 у 2002).
Національний склад (станом на 2002 рік):
- чуваші — 92 %